# Мусиенко, Дарья Валерьевна
Дарья Валерьевна Мусиенко (род. 7 августа 2007, Екатеринбург) — российская волейболистка, доигровщик. Игрок волейбольного клуба российской Суперлиги Уралочка-НТМК (с 2022 года). Самая юная участница матча российской Суперлиги.

## Биография
Родилась 7 августа 2007 года в Екатеринбурге, Свердловская область, в семье мамы — бухгалтера и папы — мастер участка содержания промплощадки. Училась в лицее № 12, а волейболом начала заниматься в СШОР «Уралочка» у тренера Анны Кайгородовой.
В 2022 году стала игроком российского клуба Суперлиги Уралочка-НТМК. Параллельно принимает участие в матчах второго клуба из Екатеринбурга «Уралочка-2».
23 сентября 2022 года, во второй партии матча с нижегородской «Спартой» на волейбольную площадку в составе «Уралочки» в возрасте 15 лет 1 месяца вышла нападающая Дарья Мусиенко, которая стала самой юной спортсменкой, сыгравшей в элитном дивизионе Чемпионата России по волейболу.

### Клубная карьера
- с 2022 —  «Уралочка-НТМК» (Свердловская область) — суперлига.